# Hottó
Hottó là một thị trấn thuộc hạt Zala, Hungary. Thị trấn này có diện tích 6,7 km², dân số năm 2010 là 357 người, mật độ 53 người/km².